# Farmington (New Hampshire)
Farmington is een plaats (town) in de Amerikaanse staat New Hampshire, en valt bestuurlijk gezien onder Strafford County.

## Demografie
Bij de volkstelling in 2000 werd het aantal inwoners vastgesteld op 5774.

## Geografie
Volgens het United States Census Bureau beslaat de plaats een oppervlakte van 52,3 km², waarvan 51,7 km² land en 0,5 km² water. Farmington ligt op ongeveer 188 meter boven zeeniveau.

## Plaatsen in de nabije omgeving
De onderstaande figuur toont nabijgelegen plaatsen in een straal van 24 km rond Farmington.

## Geboren
- Henry Wilson (1812-1875), vicepresident van de Verenigde Staten, senator, militair, schoenmaker, schoolmeester en schoenenfabrikant